# Jan Lubieniecki (1845–1934)
Jan Lubieniecki (ur. w 1845 r. w Kaczynie, zm. 12 listopada 1934 r. w Kielcach) – powstaniec styczniowy.

## Życiorys
Był synem Grzegorza i Józefy z Niewiadomskich. Ojciec był kowalem i prowadził gospodarstwo rolne w Kaczynie.
W okresie Powstania Styczniowego – jak sam podawał w stosownej ankiecie – brał czynny udział w wielu potyczkach. Ranny w bitwie pod Małogoszczem trafił do szpitala. Został aresztowany i osadzony w więzieniu w Chęcinach. Stąd został przeniesiony do więzienia w Kielcach, gdzie przetrzymywany był w okresie od 25 listopada 1864 r. do 22 czerwca 1865 r.. Po zatwierdzeniu się wyroku sądowego został zesłany na Syberię, gdzie spędził 5 lat i powrócił do kraju.
Po odzyskaniu przez Polskę niepodległości, podobnie jak inni weterani, został poddany weryfikacji, po której otrzymał stopień honorowy ppor. weterana i został wprowadzony do IMIENNEGO WYKAZU WETERANÓW POWSTAŃ NARODOWYCH 1831, 1848 i 1863 ROKU.
W 1930 r. został odznaczony Medalem Niepodległości.
Mieszkał w Kielcach przy ul. Dalekiej 6.
12 stycznia 1933 r. w szpitalu św. Aleksandra w Kielcach, w wieku 62 lat, zmarła jego żona Józefa z Cieślików Lubieniecka. Pod koniec tego samego roku, 26 grudnia, 88-letni Jan Lubieniecki zawarł powtórnie związek małżeński z wdową Stefanią Kowalską z Szymczyków w kościele św. Wojciecha w Kielcach.
Jan Lubieniecki zmarł 12 listopada 1934 r. i został pochowany na kieleckim cmentarzu Wojskowym opodal „śmigła” – grobu lotników.
Po II wojnie światowej, gdy urządzano na tym cmentarzu kwatery poległych we wrześniu 1939 roku, jego grób został „wchłonięty” przez zbiorową mogiłę żołnierską i miejsce jego pochówku pozostało nieoznaczone.